# Саарикко, Анника
Анника Вирпи Ирене Саарикко (фин. Annika Virpi Irene Saarikko; род. 10 ноября 1983 года, Орипяа, Финляндия) — финский политический и государственный деятель. Депутат эдускунты (парламента) с 2011 года. В прошлом — председатель партии «Финляндский центр» (2020—2024), заместитель премьер-министра Финляндии (2020—2023), министр финансов Финляндии (2021—2023), министр науки и культуры (2019, 2020—2021), министр по вопросам семьи и базовых услуг (2017—2019).

## Биография
Родилась 10 ноября 1983 года в городе Орипяа. В 2002 году окончила среднюю школу. В 2008 году получила степень бакалавра в области педагогики в Университете Турку. В 2013 году получила степень магистра философии в области медиаведения.
На партийном собрании 14 июня 2010 года в городе Лахти избрана вице-председателем партии «Финляндский центр».
На парламентских выборах 17 апреля 2011 года избрана депутатом парламента (эдускунты).
В 2013 году избрана в Городской совет Турку и Областной совет Варсинайс-Суоми.
10 июля 2017 года сменила Юху Рехула на должности министра по вопросам семьи и базовых услуг в кабинете Юхи Сипиля. 6 июня 2019 года получила портфель министра науки и культуры в кабинете Антти Ринне. 9 августа 2019 года ушла в отпуск по уходу за ребёнком и уступила должность Ханне Косонен. Вернулась в правительство при премьере Санне Марин из отпуска 6 августа 2020 года.
На партийном съезде 5 сентября 2020 года в городе Оулу избрана председателем партии «Финляндский центр». Сменила Катри Кулмуни. За Саарикко было отдано 1157 голосов, за Катри Кулмуни — 773 голосов.
10 сентября 2020 года сменила Матти Ванханена на посту заместителя премьер-министра, 27 мая 2021 года сменила Матти Ванханена на посту министра финансов. На новой должности стала известна в качестве яркой сторонницы массовой вакцинации и ковид-паспортов для преодоления COVID-19. Правительство Марин ушло в отставку 20 июня 2023 года.
15 февраля 2024 года Саарикко заявила, что на партийном съезде в Йювяскюля в июне не будет выдвигаться на переизбрание в председатели партии. 15 июня новым председателем избран Антти Кайкконен.

## Личная жизнь
В феврале 2014 года вышла замуж за адвоката Эркки Папунена (Erkki Papunen). У них двое сыновей 2014 и 2019 года рождения. 15 февраля 2024 года объявила, что беременна и ждёт третьего ребёнка в июле.